# (1403) Идельсония
(1403) Идельсония (лат. Idelsonia) — астероид главного пояса. Он был открыт 13 августа 1936 года советским астрономом Григорием Неуйминым в Симеизской обсерватории в Крыму. Астероид назван в честь советского астронома-теоретика и специалиста по истории физико-математических наук Наума Идельсона.

Орбита астероида Идельсония и его положение в Солнечной системе
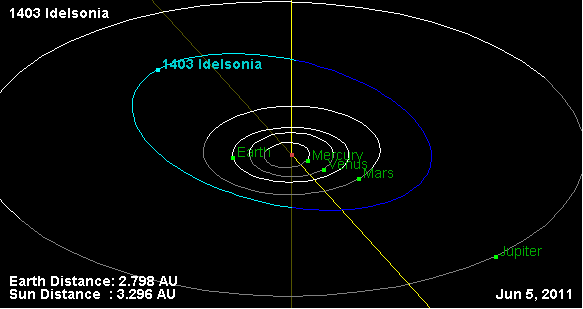
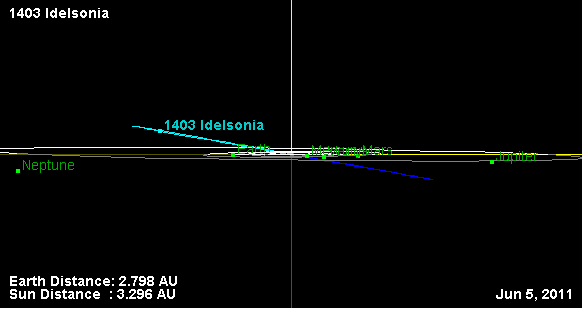